# Emléktáblák Tatán
Tata szócikkhez kapcsolódó képgaléria, mely helyi, országos vagy nemzetközi hírű személyekkel, valamint épületekkel, műtárgyakkal, helynevekkel és eseményekkel összefüggő emléktáblákat tartalmaz.

## Emléktáblák

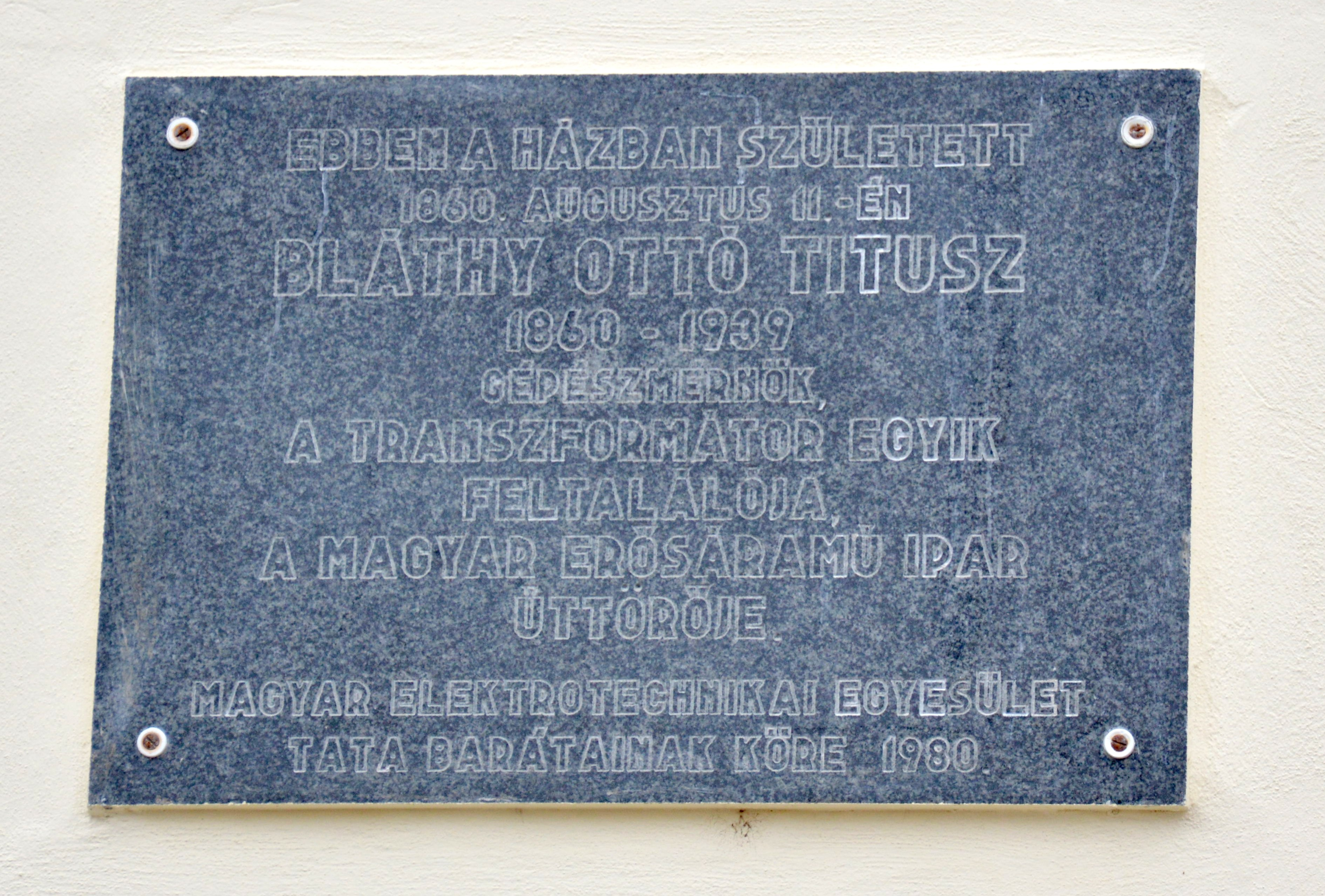
Bláthy Ottó Titusz, Tópart utca 8.
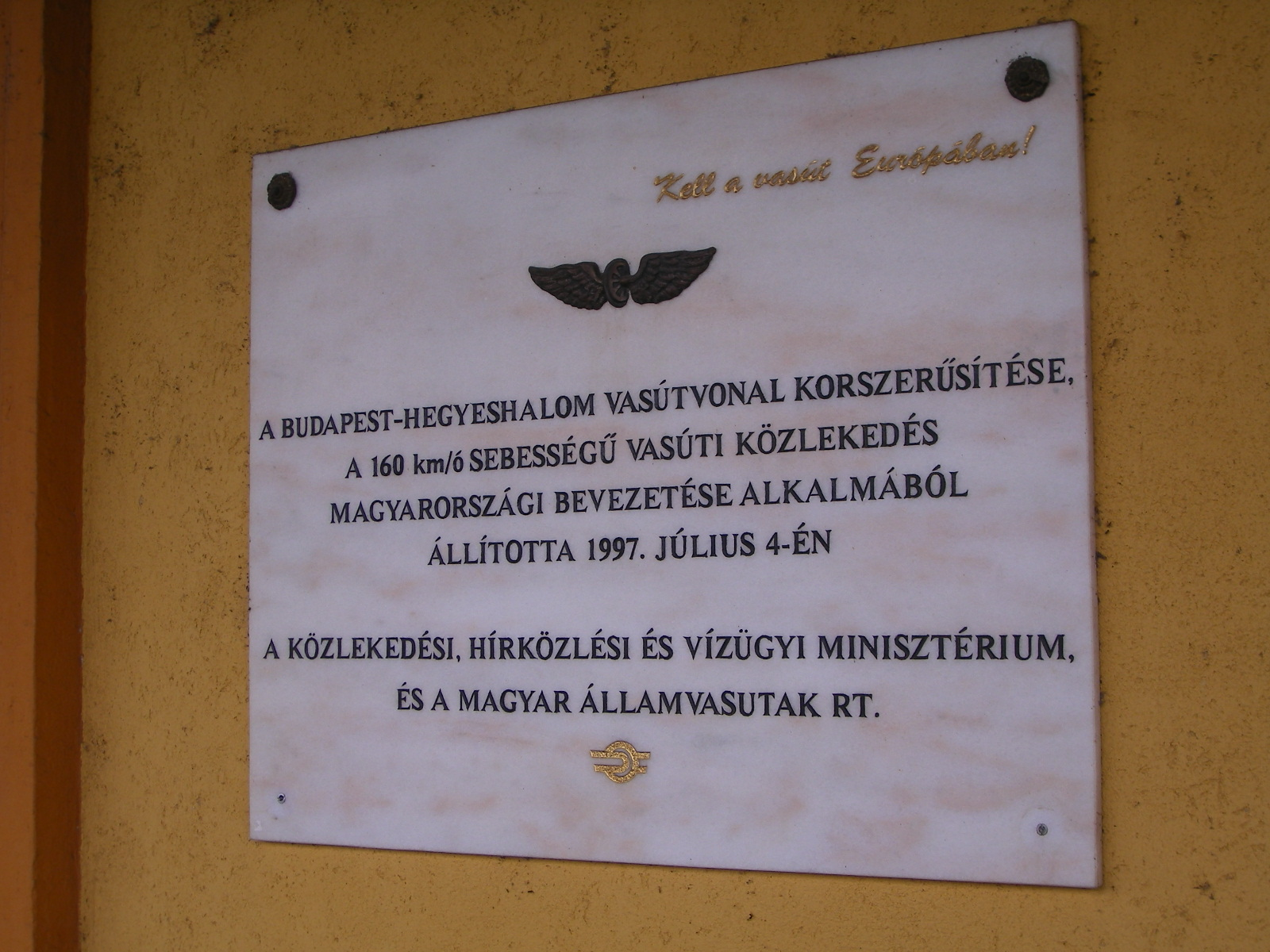
a Budapest–Hegyeshalom-vasútvonal korszerűsítése, Tata vasútállomás
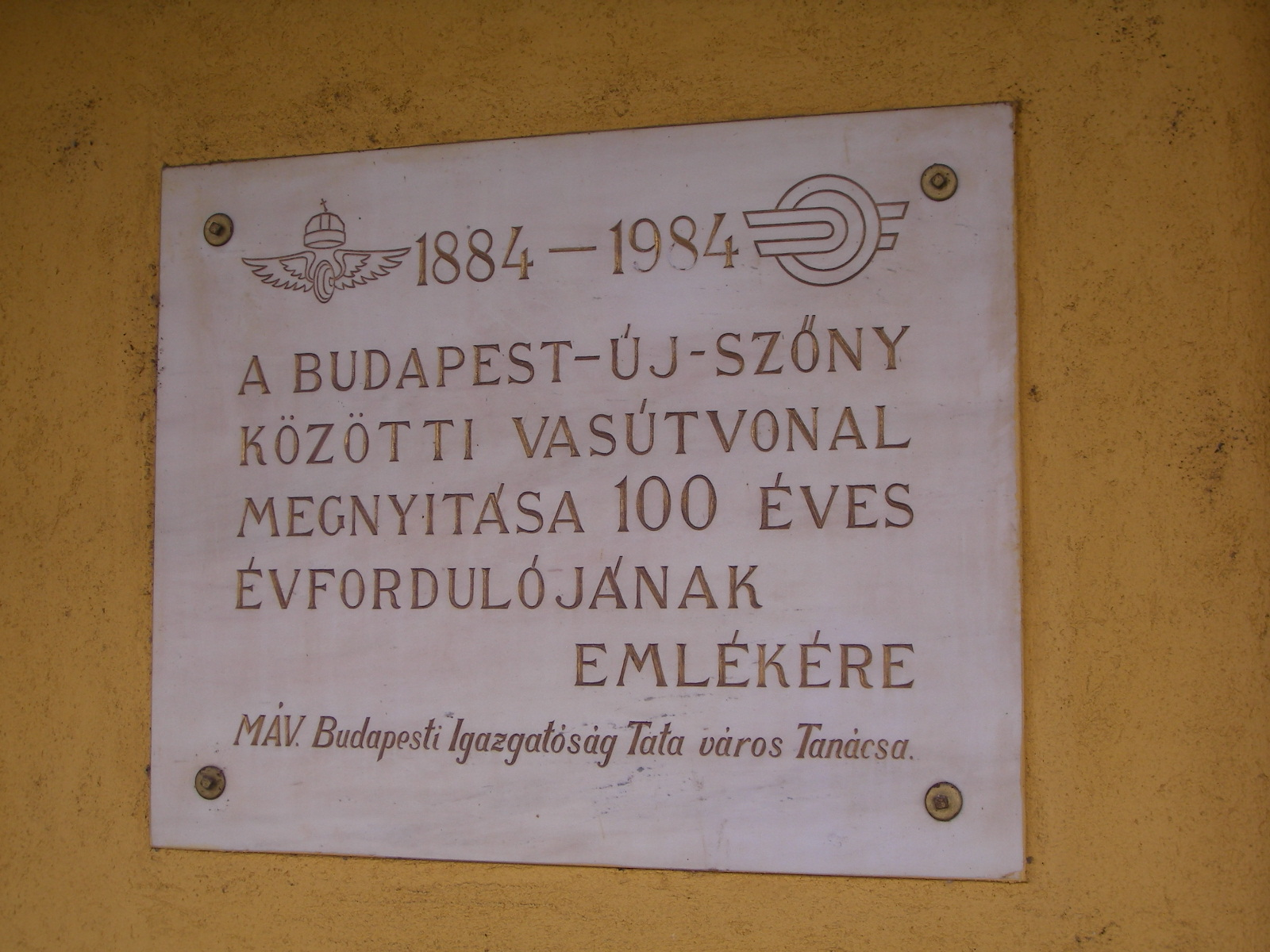
a Budapest–Újszőny vasútvonal 100. évf., Tata vasútállomás
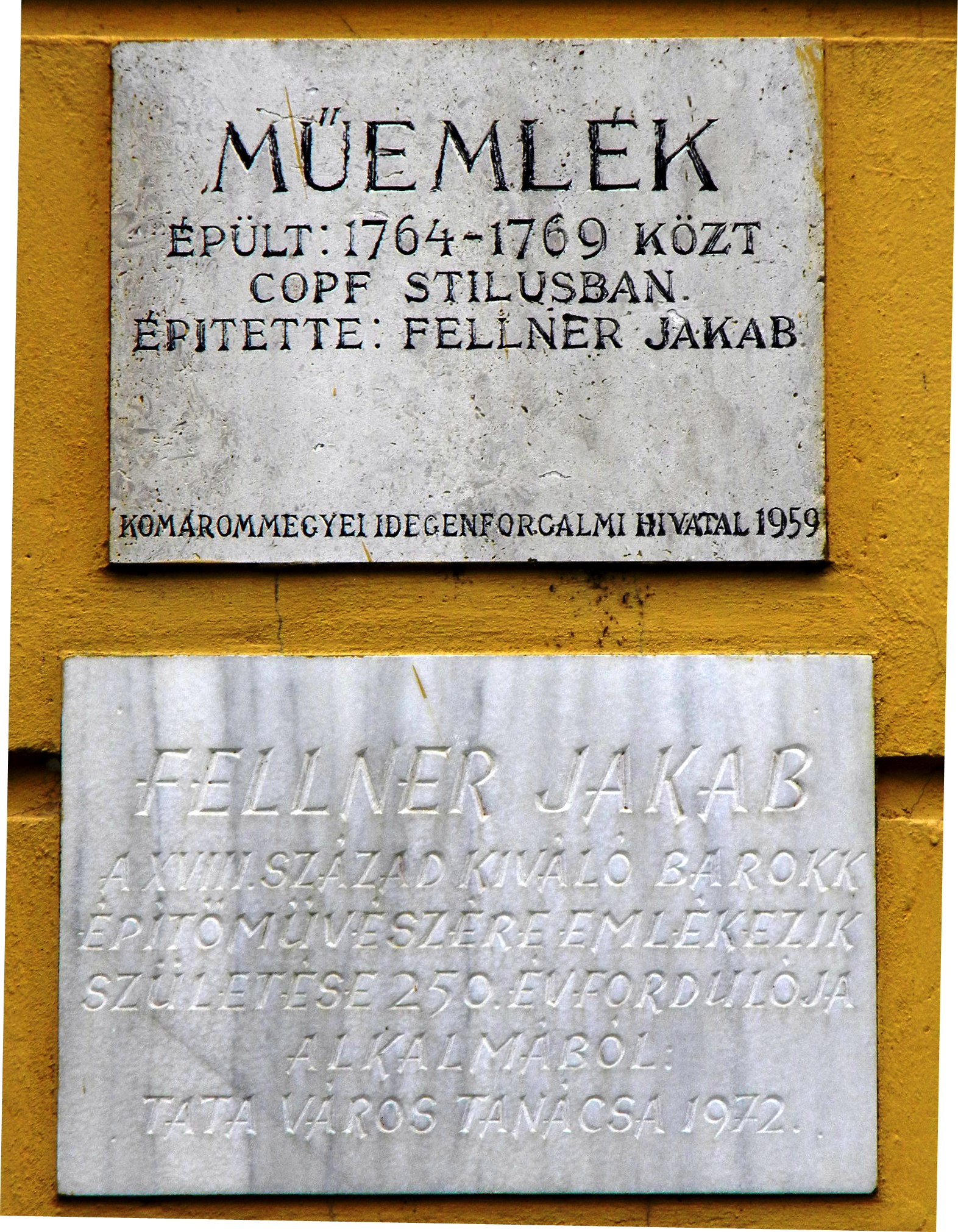
Esterházy-kastély, Fellner Jakab Kastély tér 1.
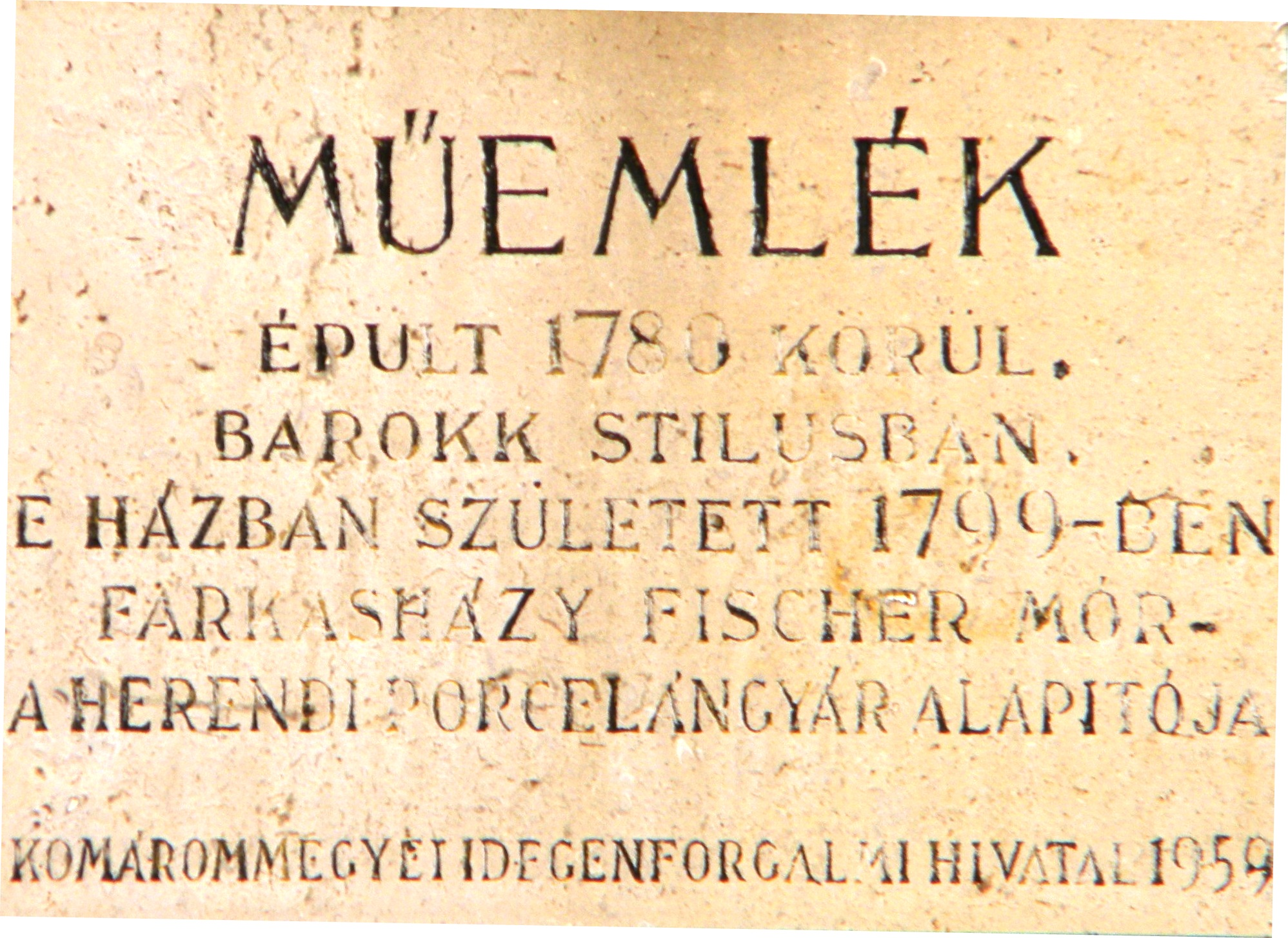
Fischer-ház, Bercsényi utca 1.
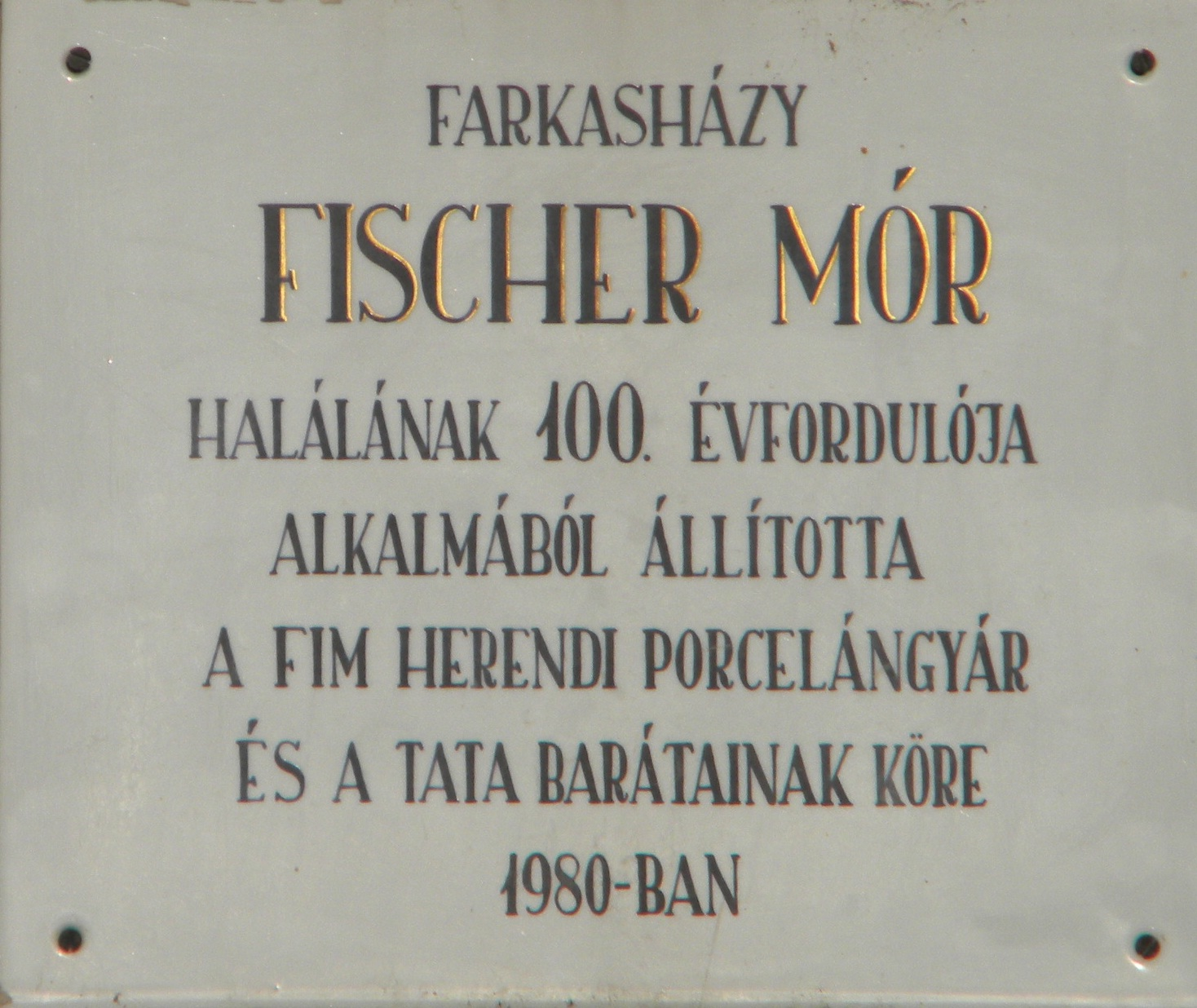
Fischer Mór, Bercsényi utca 1.
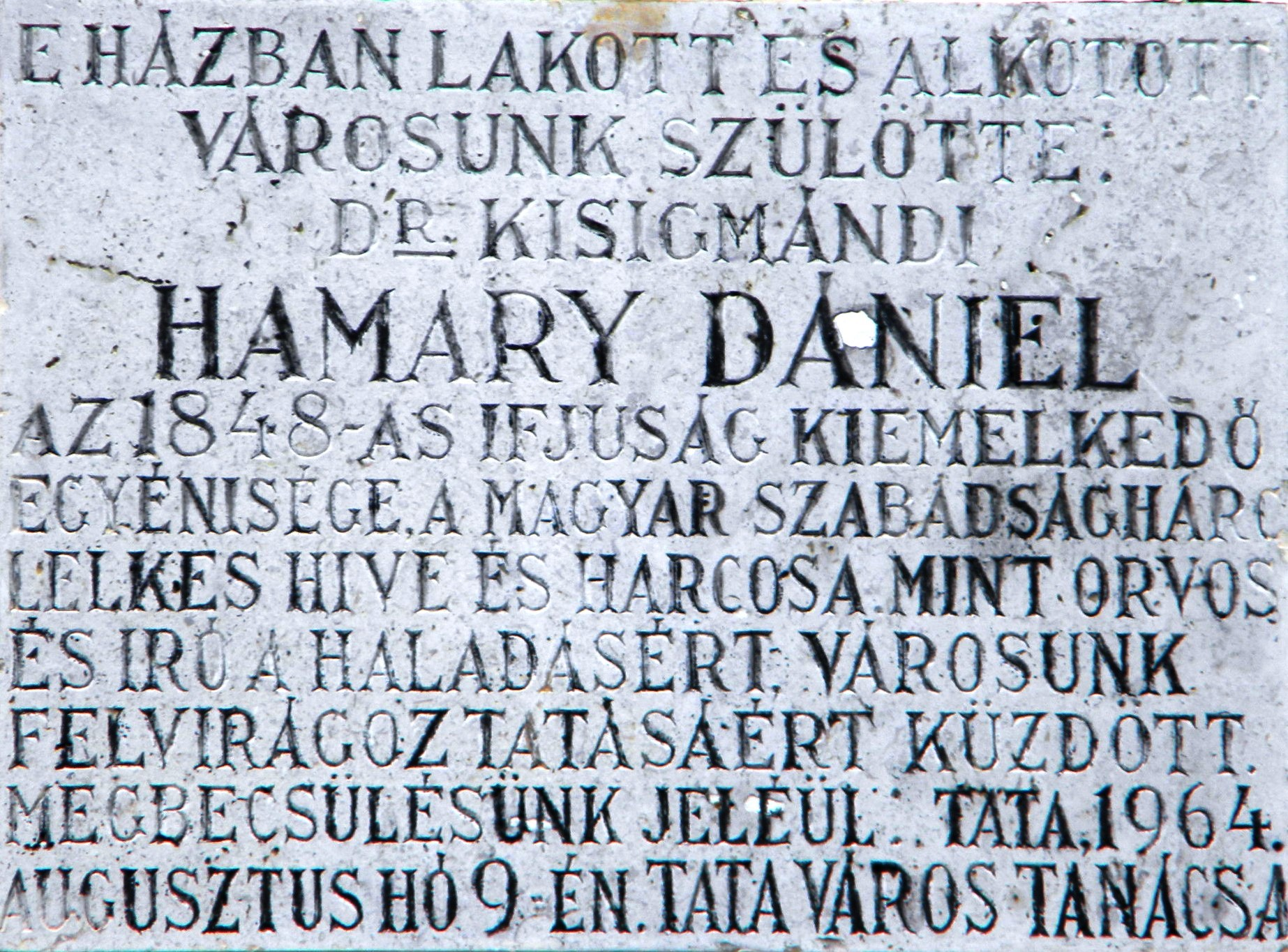
Hamary Dániel, Tópart utca 6.
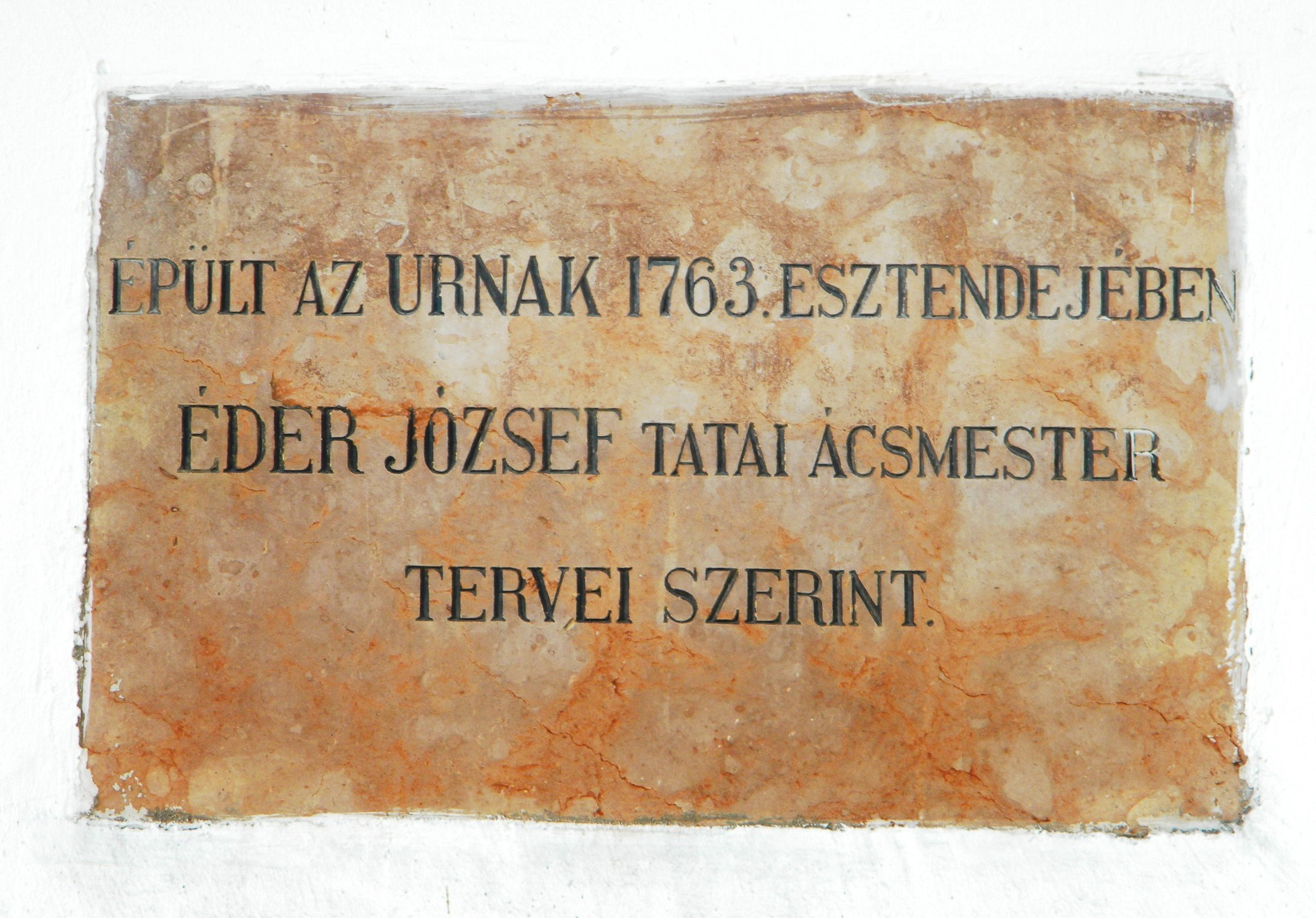
A Harangláb építője, Országgyűlés tér
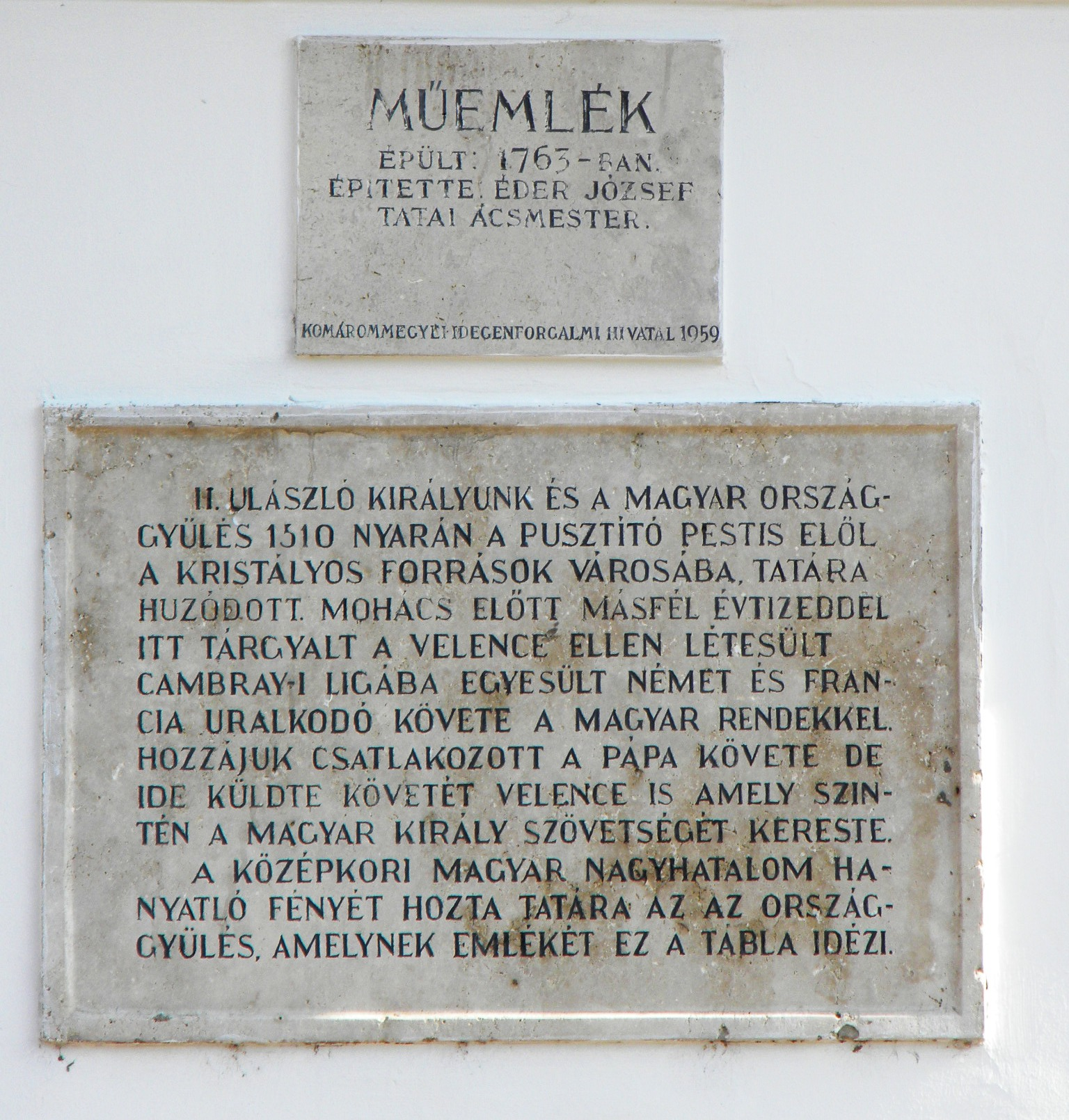
A Harangláb műemléki emléktáblája, Országgyűlés tér
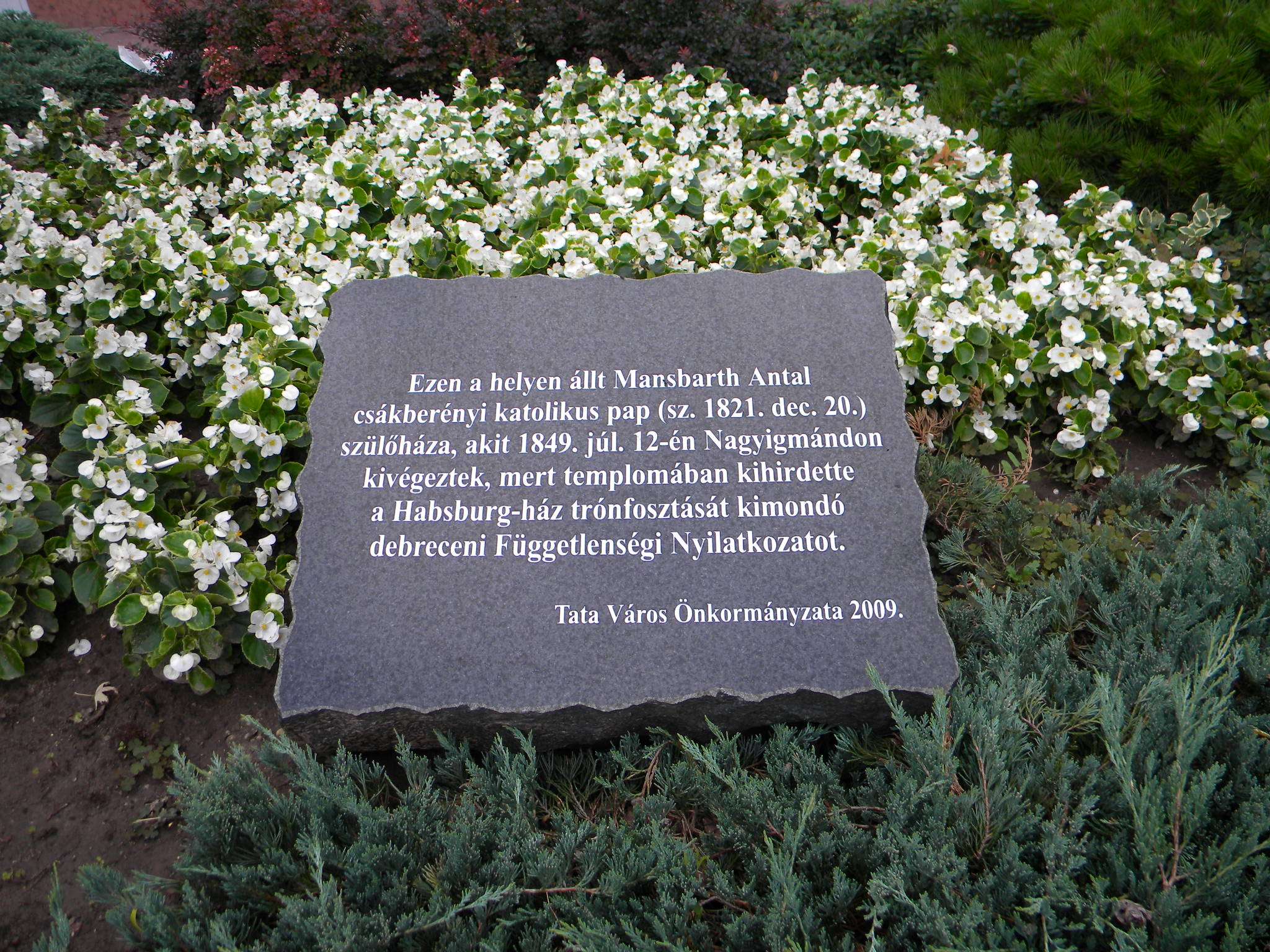
Mansbart Antal, Ady Endre utca 3-5.
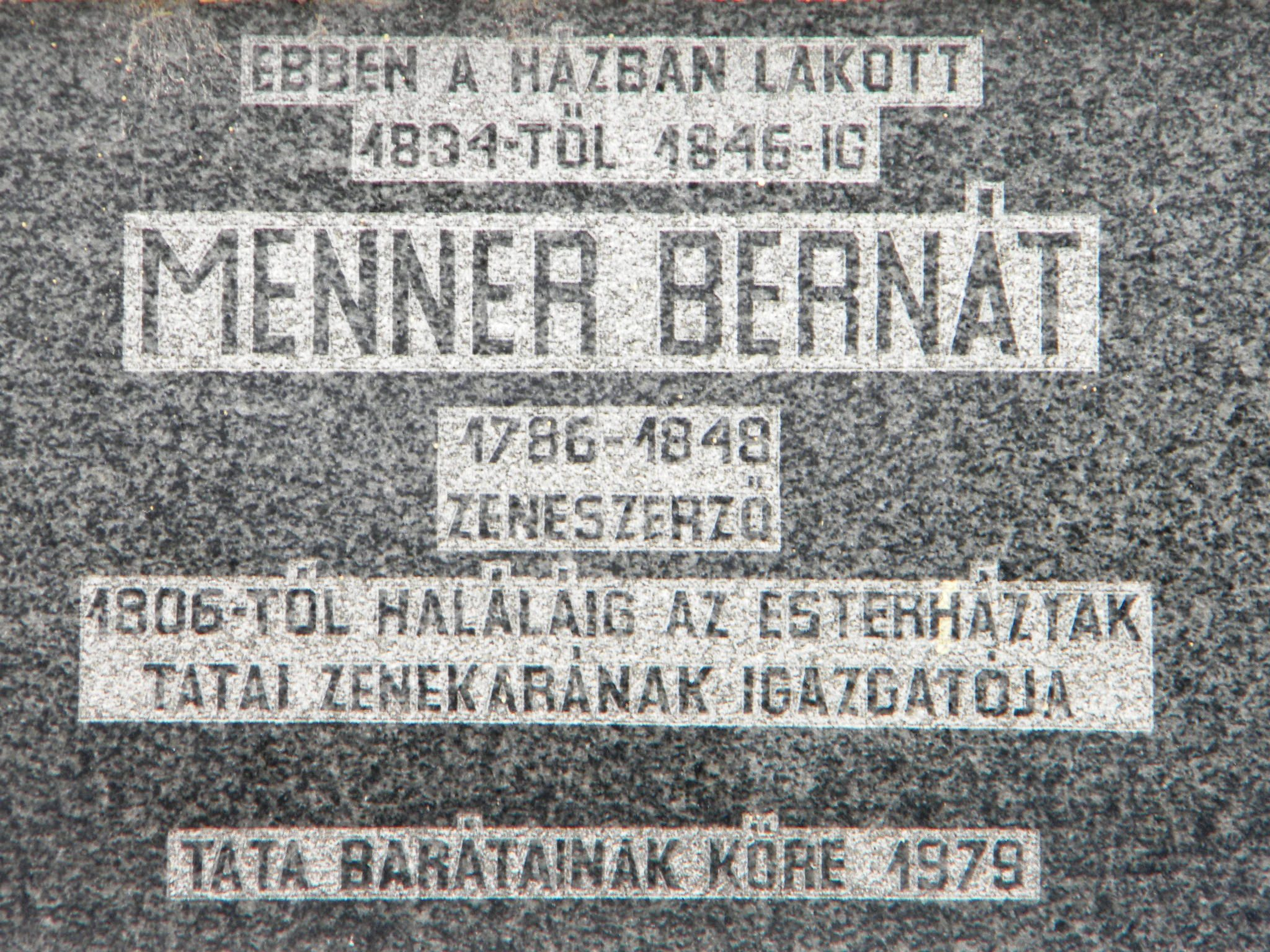
Menner Bernát, Kossuth tér 8.
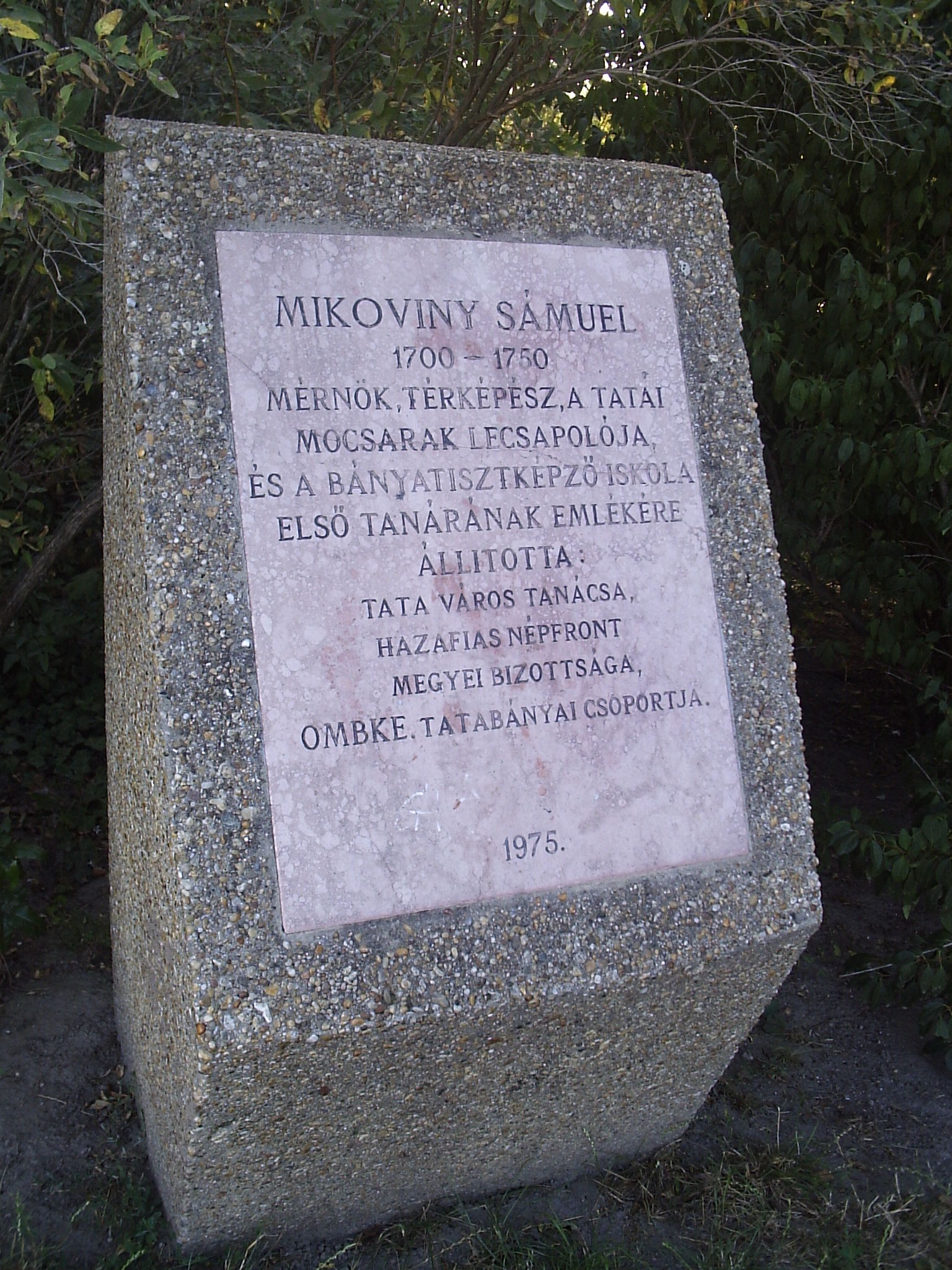
Mikoviny Sámuel, Öreg-tó partja
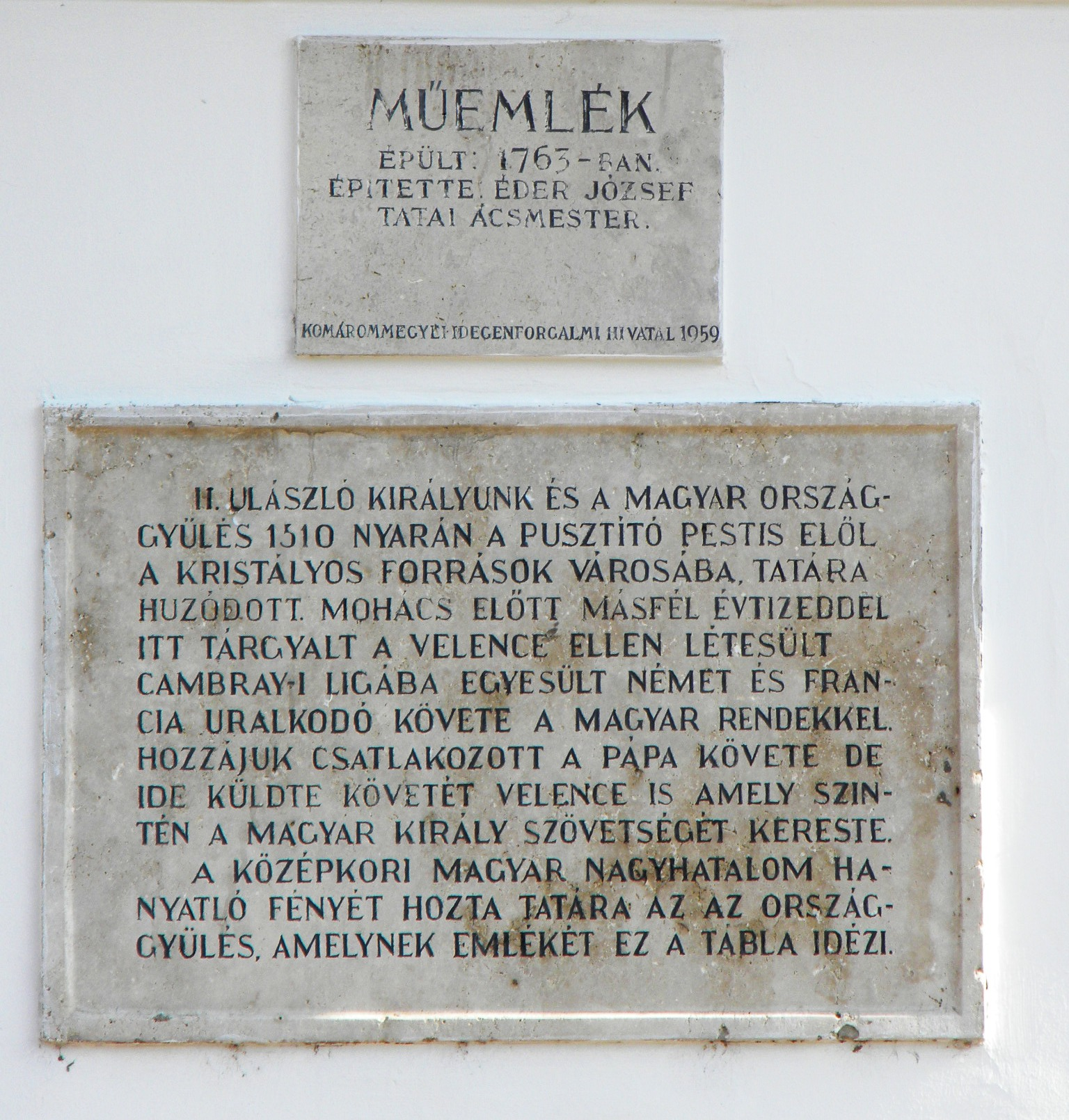
országgyűlés, Országgyűlés tér
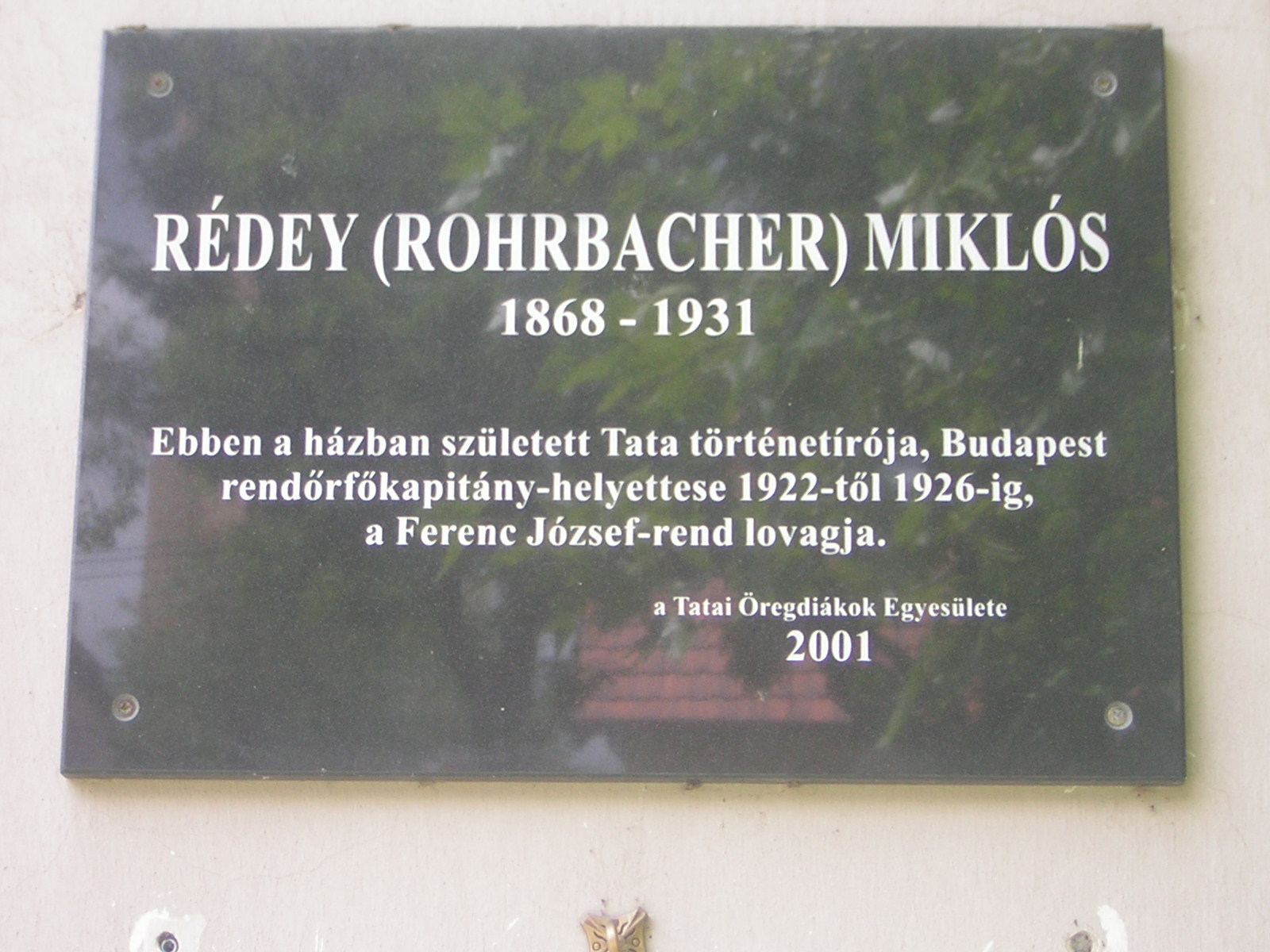
Rohrbacher Miklós, Fazekas utca 57.
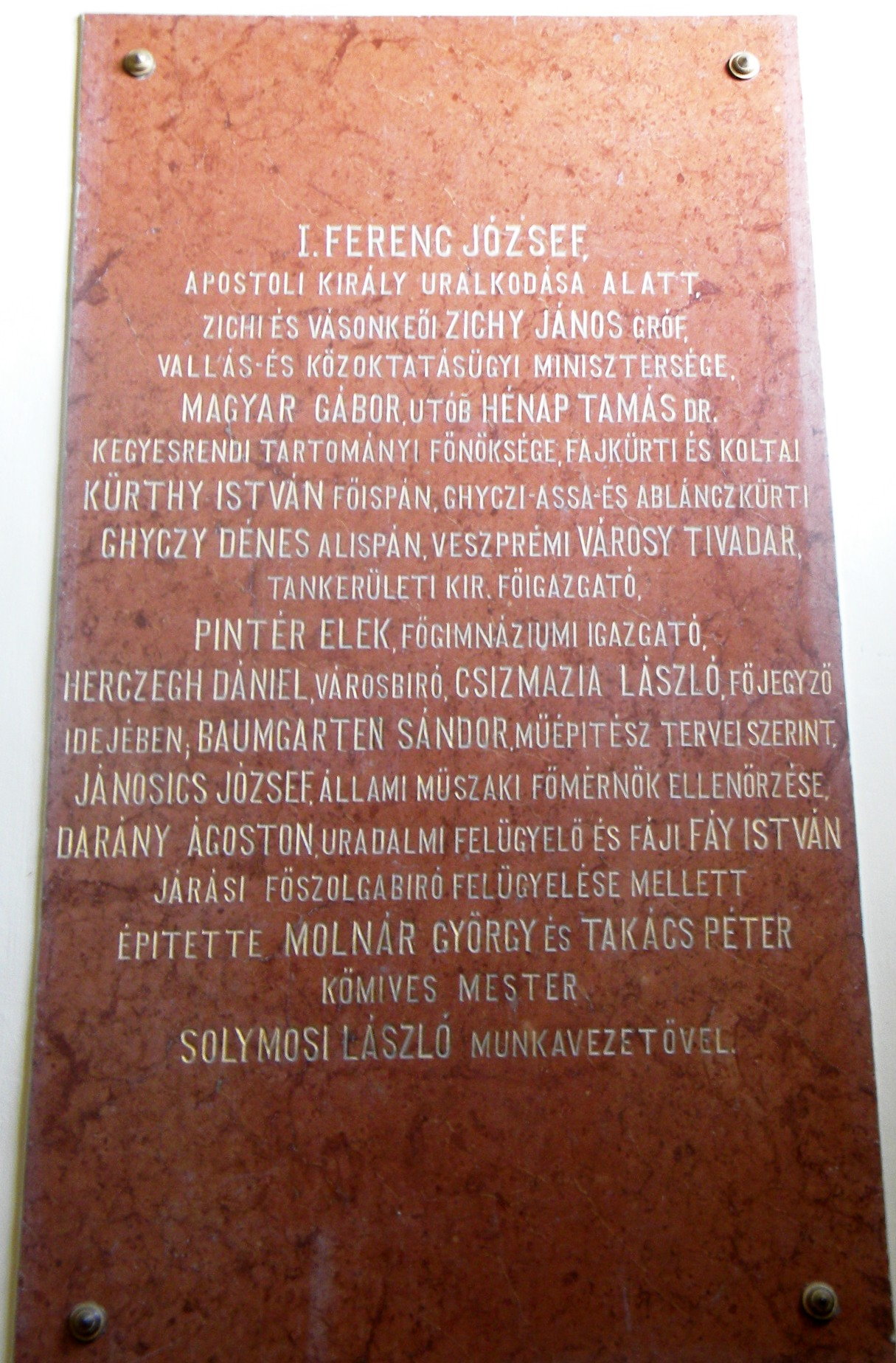
A tatai Eötvös József Gimnázium 1912-ben átadott új épülete, Tanoda tér 5.
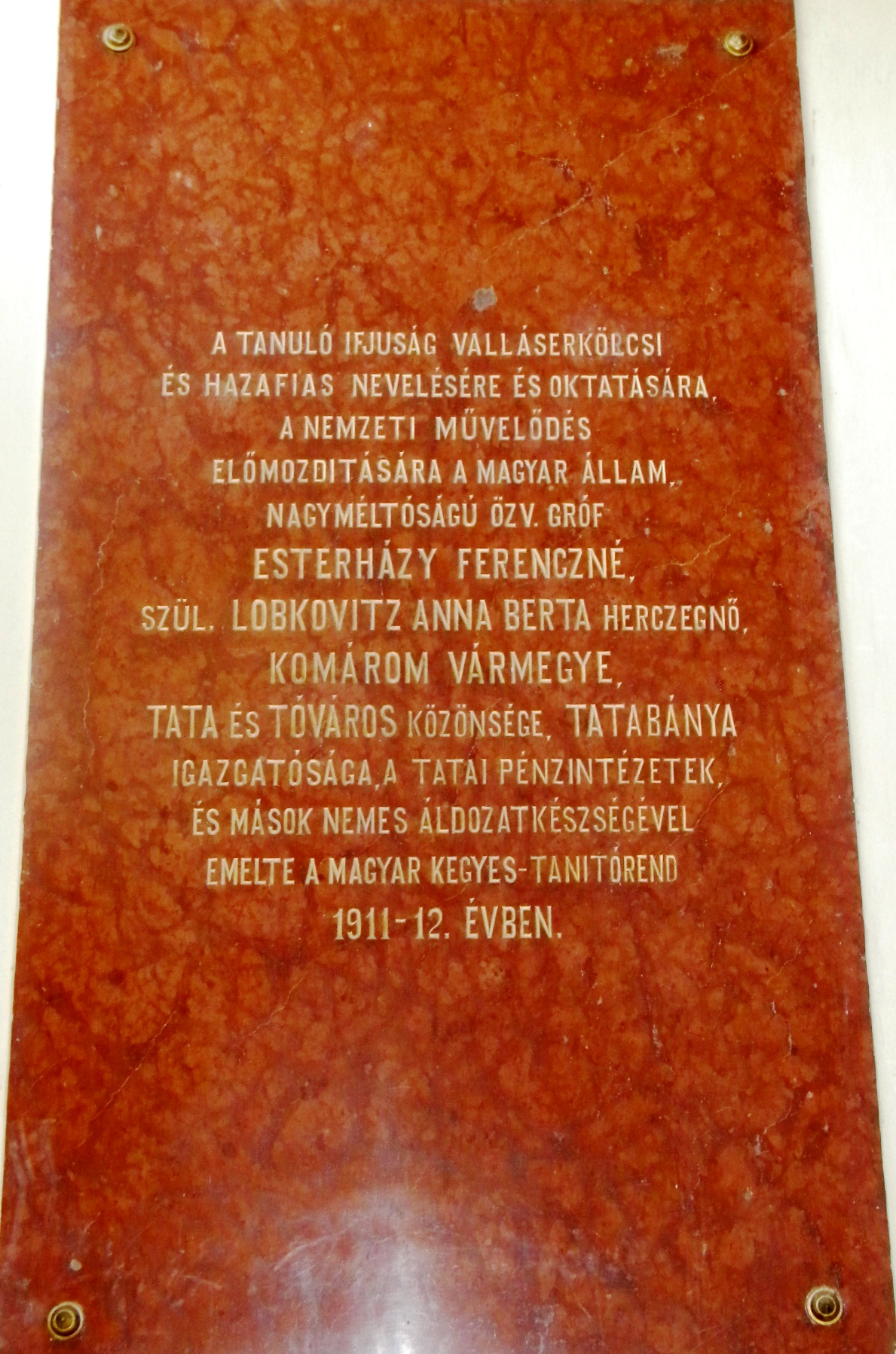
A tatai Eötvös József Gimnázium 1912-ben átadott új épületrészének támogatói, Tanoda tér 5.
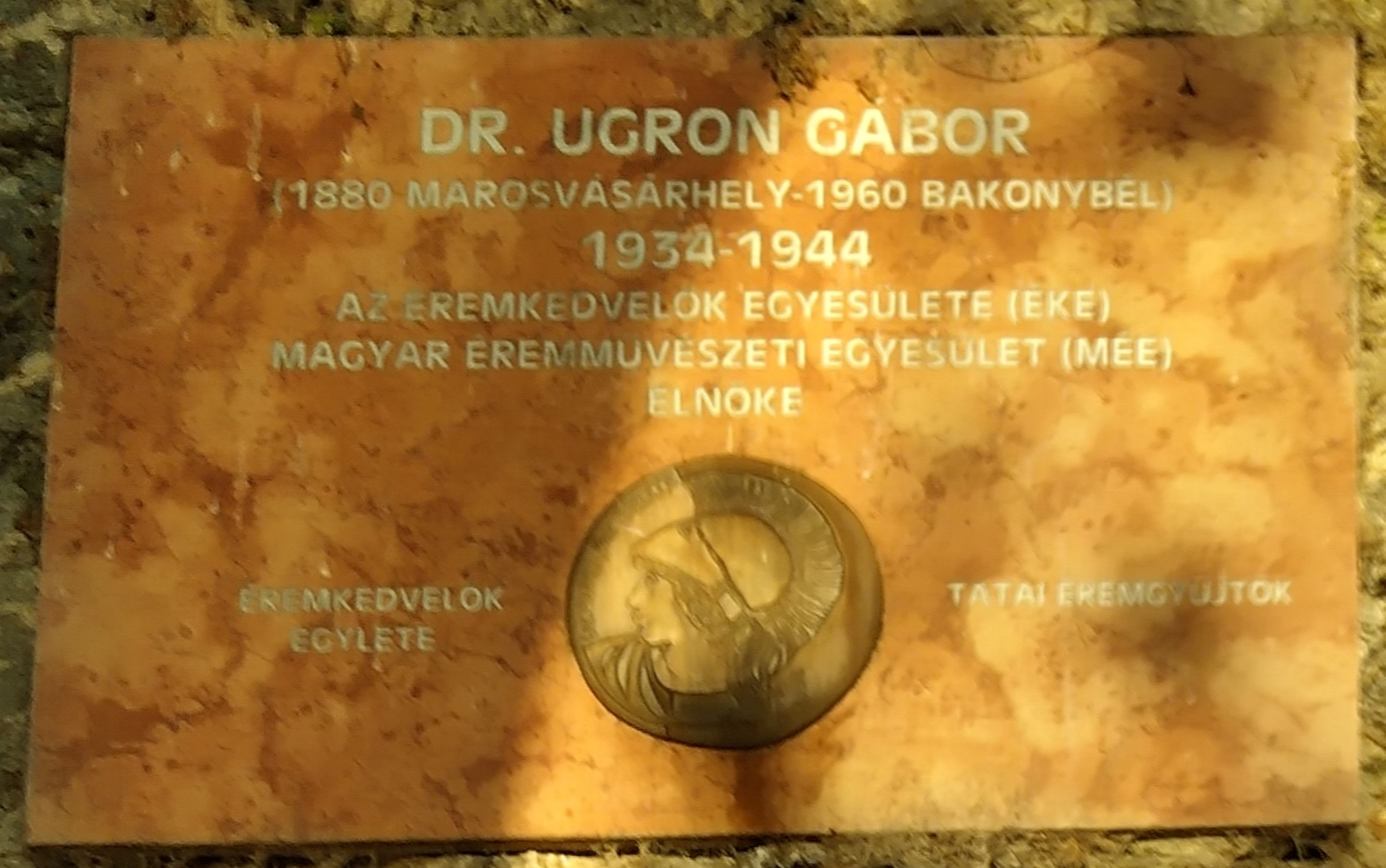
Ugron Gábor, Malom utca 41.
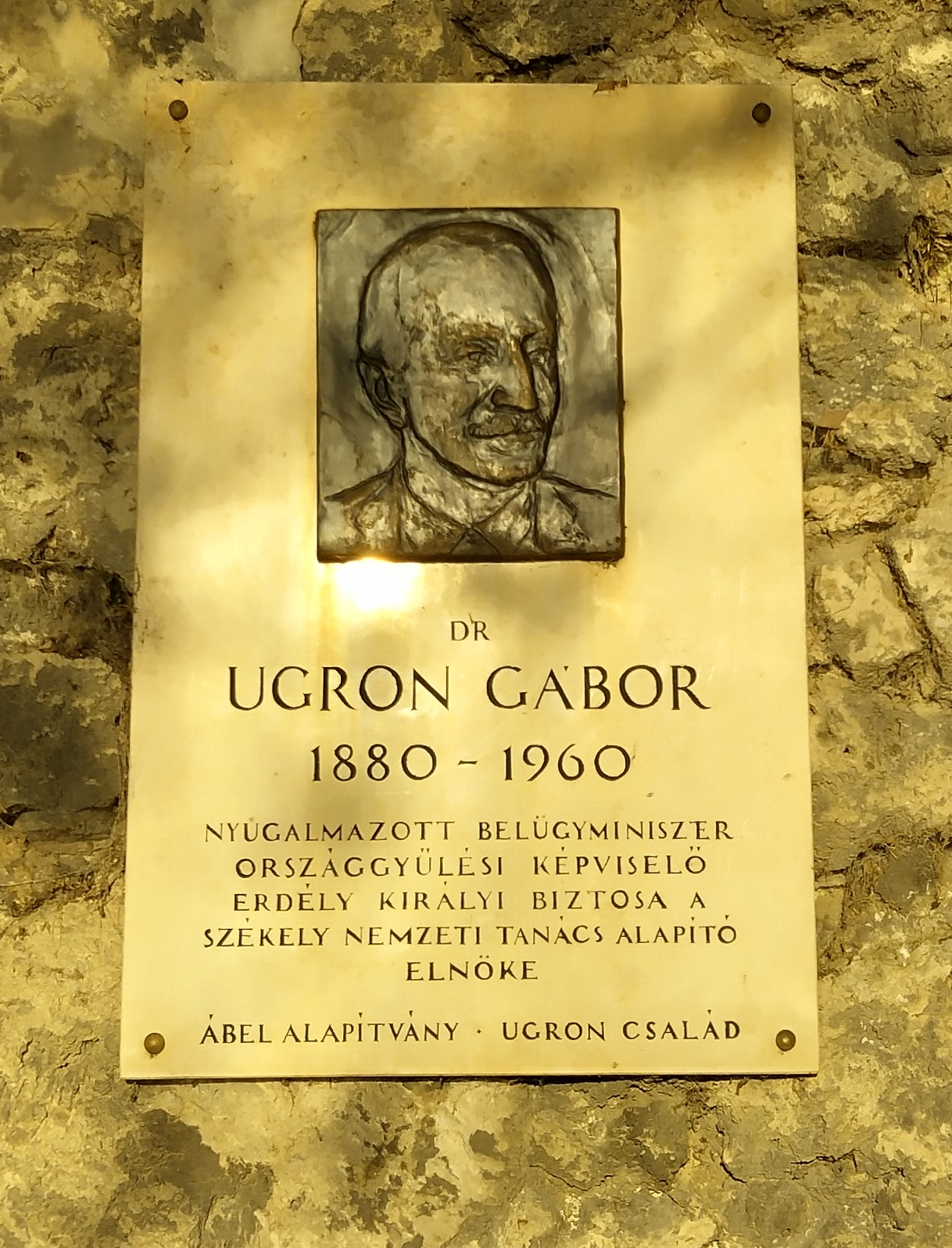
Ugron Gábor, Malom utca 41.
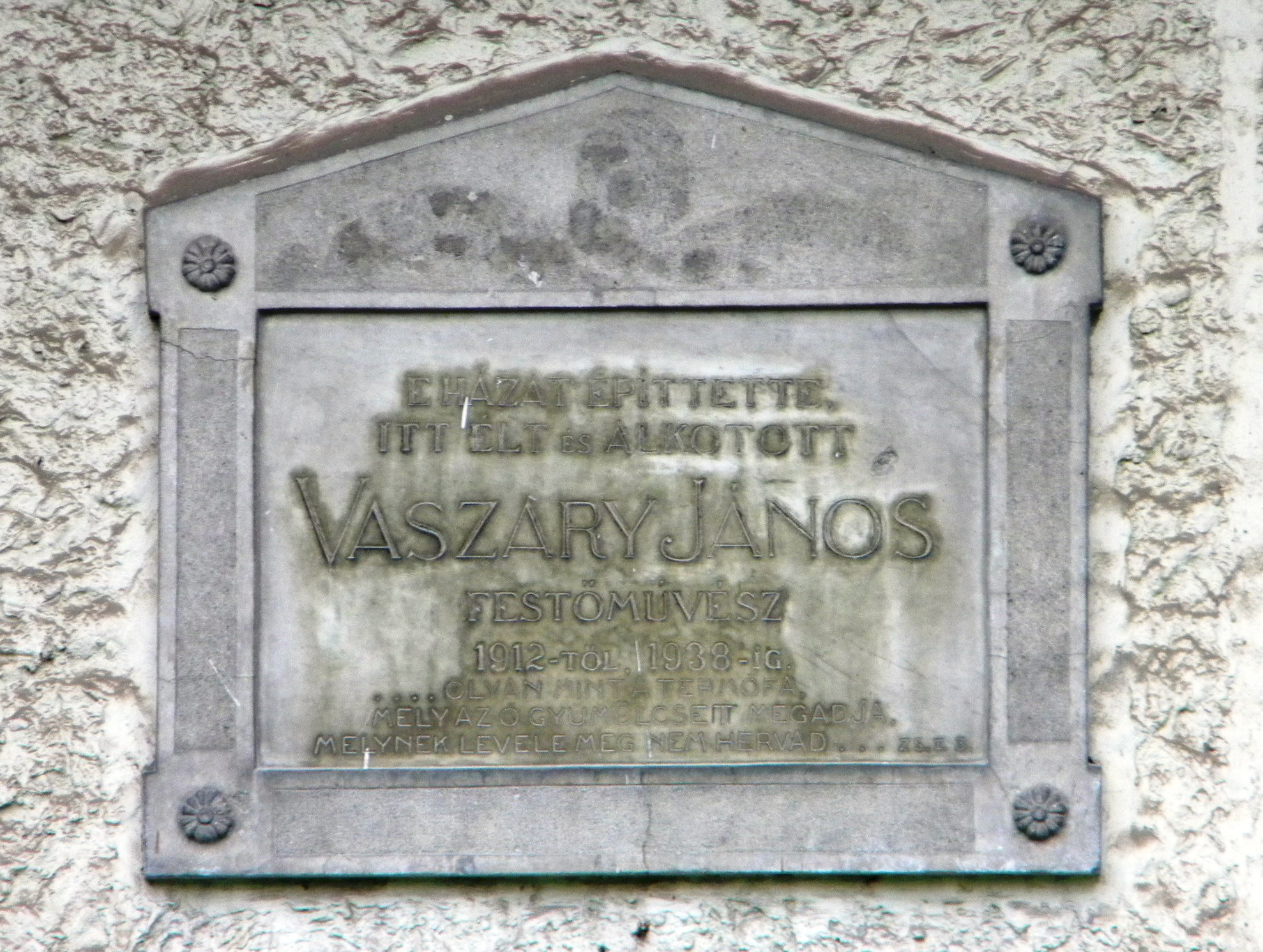
Vaszary János, Művész köz 1.

## Utcaindex
| Ady Endre utca (3–5.) Mansbart Antal Bercsényi utca (1.) Fischer-ház, Fischer Mór Fazekas utca (57.) Rohrbacher Miklós Kastély tér (1.) Esterházy-kastély, Fellner Jakab Kossuth tér (8.) Menner Bernát Malom utca (41.) Ugron Gábor (2 db) Művész köz (1.) Vaszary János | Országgyűlés tér (–) a Harangláb építője, a Harangláb műemléki emléktáblája, országgyűlés Öreg-tó (–) Mikoviny Sámuel Tanoda tér (5.) a tatai Eötvös József Gimnázium 1912-ben átadott új épülete, a tatai Eötvös József Gimnázium 1912-ben átadott új épületrészének támogatói Tata vasútállomás (–) a Budapest–Hegyeshalom-vasútvonal korszerűsítése, a Budapest–Újszőny vasútvonal 100. évf. Tópart utca (6.) Hamary Dániel (8.) Bláthy Ottó Titusz |